# Каланчакский маслозавод
Каланчакский маслозавод (укр. Каланчацький маслозавод) — предприятие молочной промышленности в посёлке городского типа Каланчак Херсонской области.

## История
Каланчакский маслодельный завод был построен в ходе индустриализации в соответствии с первым пятилетним планом развития народного хозяйства СССР и введён в эксплуатацию в 1931 году.
Во время Великой Отечественной войны завод пострадал в ходе боевых действий и немецкой оккупации, но в дальнейшем был восстановлен и в советское время входил в число крупнейших предприятий посёлка.
После провозглашения независимости Украины завод был передан в ведение министерства сельского хозяйства и продовольствия Украины.
В октябре 1992 года Каланчакский маслозавод был передан в коммунальную собственность Херсонской области, после чего государственное предприятие было преобразовано в открытое акционерное общество.
В июле 1995 года Кабинет министров Украины принял решение о приватизации завода в течение 1995 года.
В 2015 году завод входил в число трёх крупнейших предприятий молочной и молокоперерабатывающей промышленности Херсонской области.

## Современное состояние
Завод входит в число 50 крупнейших предприятий и компаний Херсонской области и выпускает 25 наименований молочной продукции под торговой маркой «Ружа»: твёрдые сыры «Голландский» и «Гауда», крупнопористые сыры «Маасдам» и «Элитный», сыр «Российский», плавленый сыр «Янтарь», сливочное масло и казеин.